# Вельшрислінг

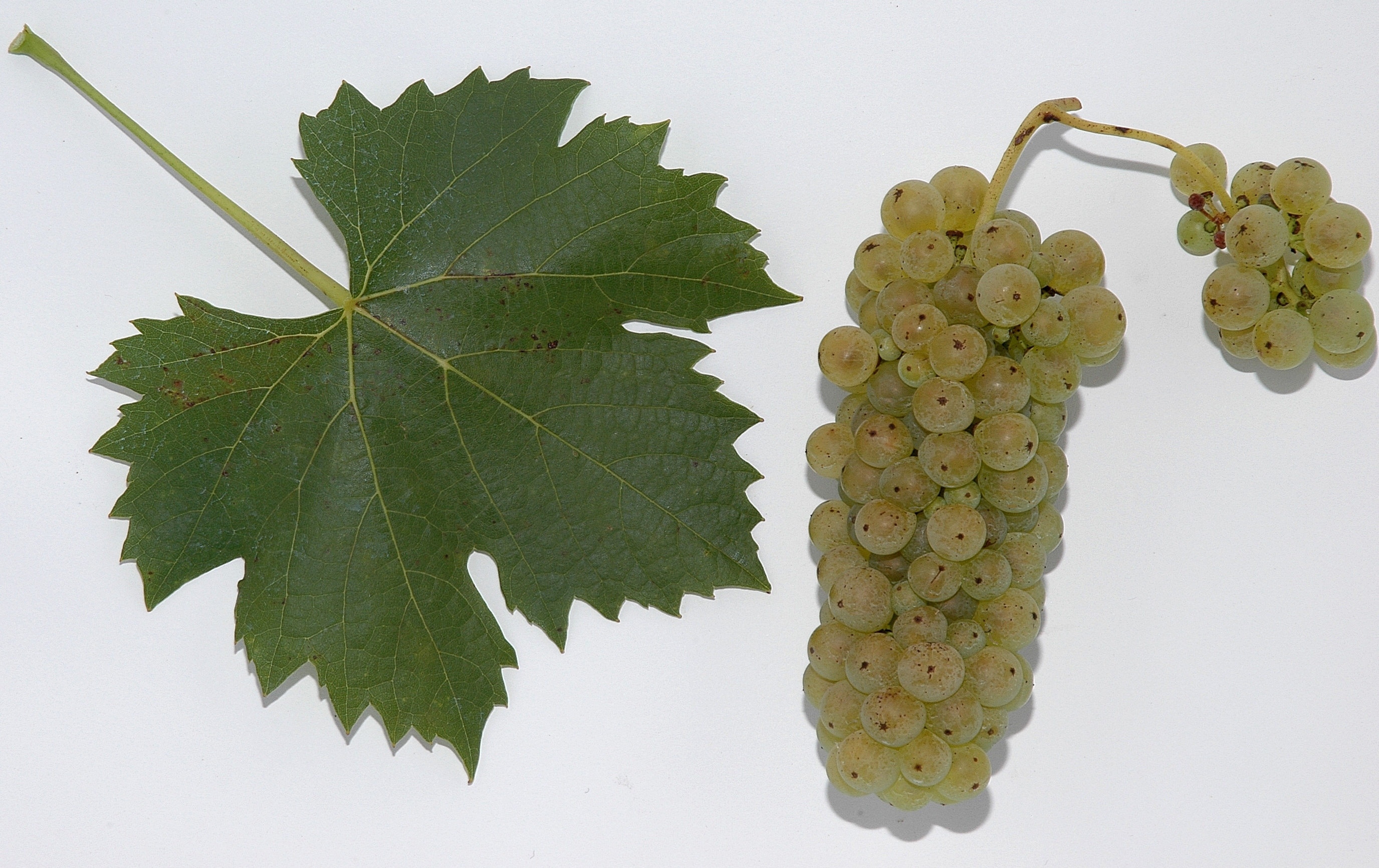
Вельшрислінг

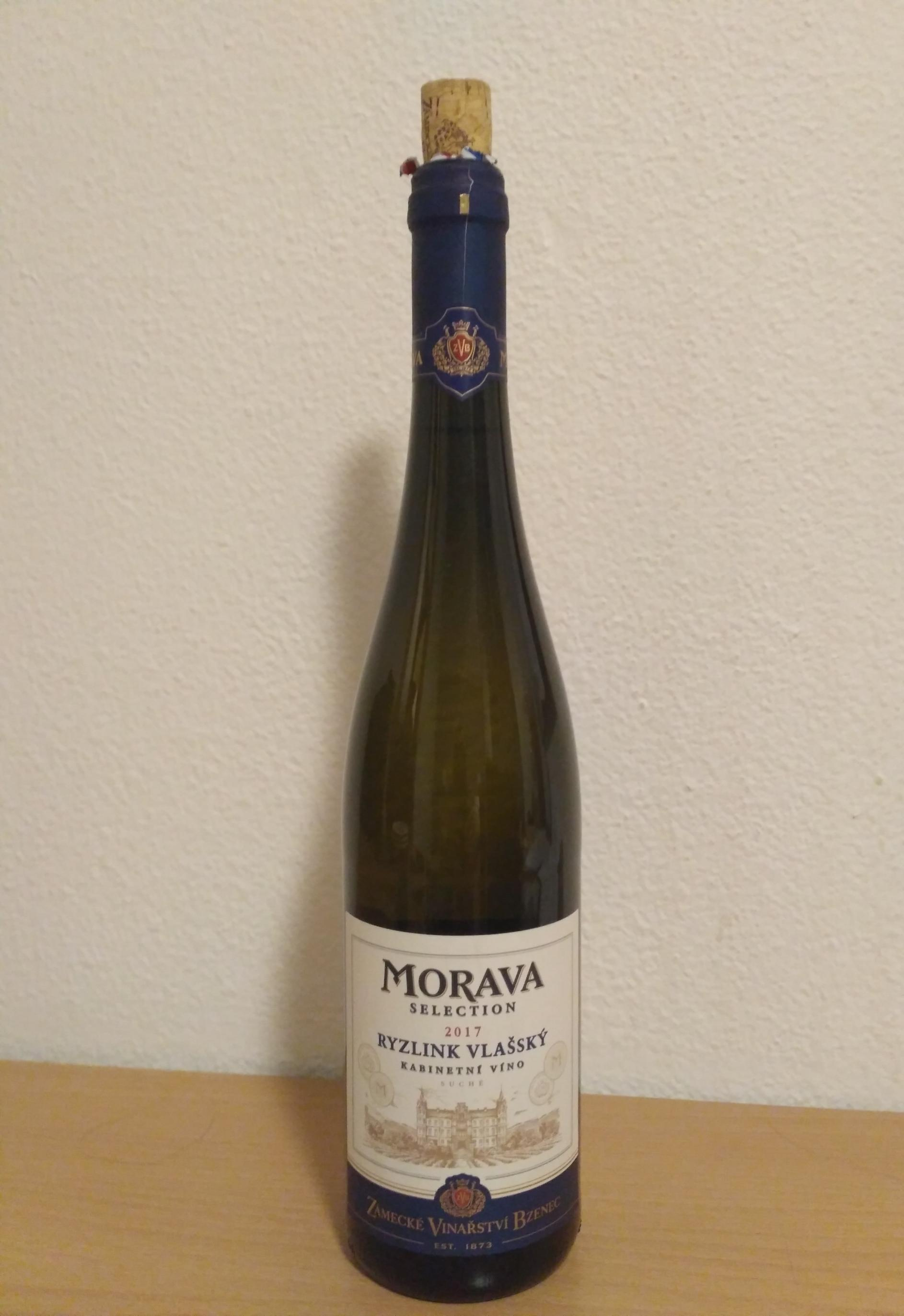
Пляшка чеського вина з винограду Вельшрислінг

Вельшрислінг («англ. Welschriesling») — технічний сорт білого винограду. Не є спорідненим до сорту Рислінг. Основні площі виноградників розташовані в Австрії. Вирощується також у Чехії, Словаччині, Хорватії, Італії, Румунії, Словенії, Болгарії тощо. 

## Характеристики сорту
Пізньостиглий високоврожайний сорт. Лист трьох- або п'ятилопатевий, гладенький. Гроно середньої довжини, дуже щільне, конічне, гіллясте, з середніми або великими крилами. Ягоди округлі, з товстою шкіркою, дуже соковиті, жовтувато-зеленого кольору, мають невеликі темні плями, вкриті шаром кутину. Лоза чутлива до посухи.

## Характеристики вина
З вельшрислінгу виробляють сухі, також десертні або ігристі вина з вираженою кислотністю та фруктовим букетом. Можуть вироблятись як моносортові вина, так і купажі. Аромат вина виражений порівняно слабко. Сухі вина гарно поєднуються зі стравами з морепродуктів, солодкі — з морозивом та десертами.

## Синоніми
Сорт у різних країнах та регіонах суттєво відрізняється за назвою. Існують наступні назви: Aminea Gemela, Biela Sladka, Bielasladka Grasica, Glasica, Grasavina Talijanska, Grasevina, Graševina, Grasica, Groshevina, Italianski Rizling, Laški Rizling, Nemes Olasz Rizling, Olaszrizling, Olasz Rizling, Petit Riesling, Petracine, Rakusky Rizling, Riesler, Riesli, Riesling, Riesling Italian, Riesling Italico, Risling Italyanskii, Risling Vlashskii, Rismi, Rizling Italico, Rizling Vlašský, Talianska Graseviana, Talijanski Rizling, Vlasak, Italian Riesling, Ryzlink vlašský.  